# Poddębice
Poddębice is een stad in het Poolse woiwodschap Łódź, gelegen in de powiat Poddębicki. De oppervlakte bedraagt 5,89 km², het inwonertal 7898 (2005).

## Verkeer en vervoer
- Station Poddębice